# Les Cases dels Frares
|  | Per a altres significats, vegeu «Cases dels Frares (Poboleda)». |

Mapa del Carxe i dels seus nuclis.

Les Cases dels Frares (oficialment Casa de los Frailes), és un nucli de població valencianoparlant del Carxe a la pedania del Collado dels Gabriels, al municipi murcià de Favanella. Actualment no té població permanent. La Casa dels Frares està situada entre la Canyada de l'Alenya i la Canyada del Trigo i fou una antiga hisenda amb grans propietats pertanyent al convent dominicà de Múrcia.